# Hejnický potok (přítok Jankovského potoka)
Hejnický potok je pravostranný přítok Jankovského potoka v okresech Jihlava a Pelhřimov v Kraji Vysočina. Délka toku činí 11,6 km. Plocha povodí měří 37,2 km².

## Průběh toku
Potok vytéká z malého rybníka, který se nachází na okraji lesa severovýchodně od Branišova v nadmořské výšce 674 m. V nejhornější části směřuje jihozápadním až jižním směrem. Napájí zde rybníky Hajnice a Stará Hajnice. Celý tento úsek potoka s přilehlým okolím mezi Branišovem, Kalhovem a Šimanovem je chráněn. V dubnu 2012 zde byla vyhlášena přírodní památka Hajnice. Po opuštění chráněného území na zhruba 10,0 říčním kilometru teče potok západním směrem. O kilometr níže postupně mění směr na severozápad k obci Ústí. Jižně od Ústí přijímá zprava bezejmenný přítok protékající touto obcí a po několika stech metrech jej zleva posiluje Bukovský potok odvádějící vodu z okolí Dudína. Pod tímto ústím směřuje Hejnický potok severozápadním až severním směrem ke Krasoňovu. V této části toku přijímá dva větší pravostranné přítoky. Jsou to Hejšťský potok, který pramení v Kalhově a Krasoňovský potok odvodňující okolí Krasoňova. Spolu s Krasoňovským potokem napájí Hejnický potok rybník, který je nazýván Sýkora. Od hráze rybníka proudí potok na západ k osadě Vlčí Hory, kde se obloukem obrací na jih a protéká obcí Staré Bříště. Pod obcí se stáčí na jihozápad, podtéká silnici II/347 a po krátkém toku západním směrem se vlévá do Jankovského potoka.

### Větší přítoky
- Bukovský potok, zleva, ř. km 6,9
- Hejšťský potok, zprava, ř. km 4,3
- Krasoňovský potok, zprava, ř. km 3,6

## Vodní režim
Průměrný průtok Hejnického potoka u ústí činí 0,25 m³/s.